# Населення Греції
Населення Греції. Чисельність населення країни 2020 року становила 10,686,441 осіб (83-тє місце у світі). Чисельність греків стабільно зменшується, народжуваність 2015 року становила 8,66 ‰ (214-те місце у світі), смертність — 11,09 ‰ (32-ге місце у світі), природний приріст — -0,01 % (199-те місце у світі) . 

## Природний рух

### Відтворення
Народжуваність у Греції, станом на 2015 рік, дорівнює 8,66 ‰ (214-те місце у світі). Коефіцієнт потенційної народжуваності 2015 року становив 1,42 дитини на одну жінку (210-те місце у світі). Середній вік матері при народженні першої дитини становив 31,2 року (оцінка на 2010 рік).
Смертність у Греції 2015 року становила 11,09 ‰ (32-ге місце у світі).
Природний приріст населення в країні 2015 року був негативним і становив -0,01 % (депопуляція) (199-те місце у світі).

### Вікова структура

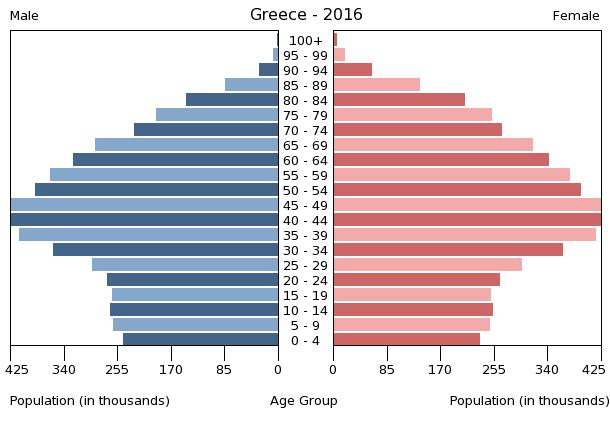
Віково-статева піраміда населення Греції, 2016 рік

Середній вік населення Греції становить 44,2 року (8-ме місце у світі): для чоловіків — 43,1, для жінок — 45,3 року. Очікувана середня тривалість життя 2015 року становила 80,43 року (34-те місце у світі), для чоловіків — 77,83 року, для жінок — 83,2 року.
Вікова структура населення Греції, станом на 2015 рік, виглядає таким чином:
- діти віком до 14 років — 14,01 % (777 647 чоловіків, 732 137 жінок);
- молодь віком 15-24 роки — 9,72 % (534 855 чоловіків, 512 183 жінки);
- дорослі віком 25-54 роки — 42,97 % (2 306 832 чоловіка, 2 323 787 жінок);
- особи передпохилого віку (55-64 роки) — 12,84 % (679 033 чоловіка, 704 833 жінки);
- особи похилого віку (65 років і старіші) — 20,46 % (964 736 чоловіків, 1 239 600 жінок)[1].

### Шлюбність— розлучуваність
Коефіцієнт шлюбності, тобто кількість шлюбів на 1 тис. осіб за календарний рік, дорівнює 4,8; коефіцієнт розлучуваності — 1,2; індекс розлучуваності, тобто відношення шлюбів до розлучень за календарний рік — 25. Середній вік, коли чоловіки беруть перший шлюб дорівнює 33 роки, жінки — 29,9 року, загалом — 31,5 року (дані за 2014 рік).

## Розселення
Густота населення країни 2015 року становила 85,0 особи/км² (122-ге місце у світі). Третина населення країни мешкає в Афінах та навколо них. Загалом досить розріджене й нерівномірне населення території розбавлене невеликими міськими центрами й агломераціями.
Греція поділена на 13 периферій. У таблиці нижче подаються кількісні показники населення для деяких з них станом на 2008 рік:
| Периферія         | Населення (тис. осіб) |
| ----------------- | --------------------- |
| Егейські острови  | 508,807               |
| Центральна Греція | 4591,568              |
| Крит              | 601,131               |
| Епір              | 353,820               |
| Іонічні острови   | 212,984               |
| Македонія         | 2424,765              |
| Пелопоннес        | 1155,019              |
| Фессалія          | 753,888               |
| Фракія            | 362,038               |
| Всього            | 10 964 020            |

### Урбанізація
Греція високоурбанізована країна. Рівень урбанізованості становить 78 % населення країни (станом на 2015 рік), темпи зростання частки міського населення — 0,47 % (оцінка тренду за 2010—2015 роки).
Головні міста держави: Афіни (столиця) — 3,052 млн осіб (дані за 2015 рік).

### Міграції

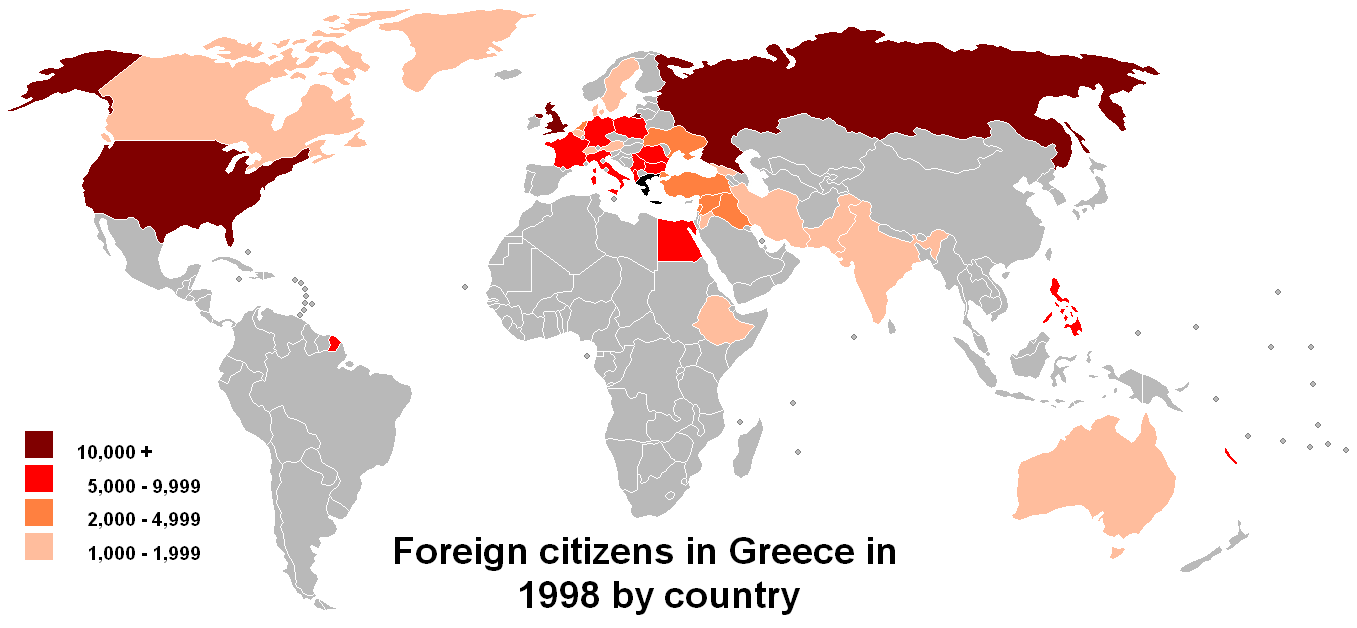
Кількість іноземних громадян в Греції за країнами

Річний рівень імміграції 2015 року становив 2,32 ‰ (44-те місце у світі). Цей показник не враховує різниці між законними і незаконними мігрантами, між біженцями, трудовими мігрантами та іншими.

#### Іммігранти
З початку 1990-х років у Греції з'явилося багато іммігрантів і їхня кількість має тенденцію постійно зростати. Перепис населення 2001 року показав, що на той час у країні проживало 797 091 іноземців, що становило 6.95 % загальної кількості населення, тоді як число іммігрантів у 1990 становило 142 367 осіб. Більшість з них прибули у Греції із сусідніх країн. Станом на 2006 рік із всього населення країни, що дорівнювало 11 148 533 осіб, 695 979 були іммігрантами (6,24 %).
23 грудня 2009 року на засіданні уряду Греції «Kάπα Research» оприлюднила результати опитування серед 1 280 греків та 530 іммігрантів, які мешкають у Греції. 51,6 % греків відповіли, що іммігранти для Греції становлять «загрозу», 30,6 % — вважають іноземців «шансом для Греції», а 17,8 % відмовчувалися на дане питання. На запитання «Чи достатньо іноземців проживає в Греції?» 79,3 % респондентів відповіли «дуже багато», 18,6 % — «достатньо, але не дуже багато», і 1,6 % заявили, що «іноземців в Греції не так вже й багато». Зрештою на питання «Як впливають іноземці на економіку Греції» 57,5 % греків вважають, що «іноземці забирають роботу у місцевих жителів, зменшують зарплати і збільшують безробіття на ринку праці», а 34,3 % греків впевнені, що «іноземці вносять серйозний внесок в економіку країни».
За даними грецької поліції, 2010 року значно зросла частка турецьких нелегальних мігрантів, кількість їх арештів зокрема в номі Еврос зросла до 371.94 % у порівнянні із 2009 роком. З січня по вересень 2010 року на кордоні із Туреччиною при переправі суходолом затримано 31 219 осіб, в той час як у відповідний період 2009 року 6 615 осіб.

#### Біженці й вимушені переселенці
Станом на 2015 рік, в країні постійно перебуває 9,1 тис. біженців з Сирії, 5,4 тис. з (Танзанії), 5,22 тис. з Афганістану. Близько 1,02 млн біженців дістались країни морем впродовж 2015—2016 років.
У країні перебуває 198 осіб без громадянства.
Греція є членом Міжнародної організації з міграції (IOM).

## Расово-етнічний склад
| Етнічний склад (2001 рік) | Етнічний склад (2001 рік) | Етнічний склад (2001 рік) | Етнічний склад (2001 рік) | Етнічний склад (2001 рік) |
| ------------------------- | ------------------------- | ------------------------- | ------------------------- | ------------------------- |
| Етнос:                    |                           |                           | Відсоток:                 |                           |
| греки                     | греки                     |                           | 93%                       | 93%                       |
| іноземці                  | іноземці                  |                           | 7%                        | 7%                        |

Головні етноси країни: греки — 93 %, іноземці — 7 % населення (перепис 2001 року). Грецький уряд не відокремлює національності від громадянства, тому ці дані репрезентують саме останнє.

### Українська діаспора
Українці в Греції — переважно етнічні греки, представники четвертої хвилі еміграції, іммігранти останніх років — здебільшого трудові мігранти. Згідно з офіційною статистикою їхня чисельність становить 19 785 осіб, проте за неофіційною статистикою українська діаспора Греції становить близько 30 тис. осіб. Більшість українців проживають у великих містах — Афіни, Пірей, Салоніки, Патри, а також на островах Крит, Евбея, Закінф, Керкіра та на островах архіпелагу Додеканес із центром на острові Родос.

## Мови
| Мови Греції (2015 рік) | Мови Греції (2015 рік) | Мови Греції (2015 рік) | Мови Греції (2015 рік) | Мови Греції (2015 рік) |
| ---------------------- | ---------------------- | ---------------------- | ---------------------- | ---------------------- |
| Мова:                  |                        |                        | Відсоток:              |                        |
| грецька                | грецька                |                        | 98%                    | 98%                    |
| англійська             | англійська             |                        | 1%                     | 1%                     |
| французька             | французька             |                        | 1%                     | 1%                     |

Офіційна мова: грецька — розмовляє 99 % населення країни. Інші поширені мови: англійська і французька — 1 %. Греція, як член Ради Європи, не підписала Європейську хартію регіональних мов.

Діалекти грецької мови

### Грецька мова
Окрім сучасної літературної новогрецької мови, на території Греції вживаються різні діалекти грецької. Також є певна кількість мовних меншин, які є головно двомовними, проте за національністю ідентифікують себе як греки. Найпоширенішими діалектами є:
| Діалект                       | Носії                                      | Кількість мовців (тис. осіб) | Регіон                                     |
| Новогрецька мова              | Новогрецька мова                           | Новогрецька мова             | Новогрецька мова                           |
| ----------------------------- | ------------------------------------------ | ---------------------------- | ------------------------------------------ |
| Критський                     | Критяни                                    | 600,0                        | Крит                                       |
| Маніотський                   | Маніоти                                    | 25,0                         | Мані (південний Пелопоннес)                |
| Понтійський                   | Понтійці                                   | 200,0                        | Македонія                                  |
| Каракачанський                | Каракачани                                 | 80,0                         | Центральна Греція, Фессалія, Епір          |
| Цаконський                    | Цаконці                                    | 1,2                          | Цаконія (східний Пелопоннес)               |
| Інші мови                     |                                            |                              |                                            |
| Турецька                      | Мусульмани Фракії (турки, помаки і цигани) | 128,4                        | Фракія                                     |
| Арванітська                   | Арваніти                                   | 30,0-140,0                   | Аттика, південна Евбея, Беотія, Пелопоннес |
| Ароманська, Меглено-романська | Аромуни, мегленорумуни                     | 40,0-200,0                   | Епір, Фессалія, Західна Македонія          |
| Болгарська                    | Помаки                                     | 35,0                         | Фракія                                     |
| Циганська                     | Цигани                                     | 40,0-160,0                   | головно у Фракії                           |
| Македонська                   | Македонці                                  | 1,0-3,0                      | Македонія                                  |

## Релігії
| Релігії в Греції (2015 рік) | Релігії в Греції (2015 рік) | Релігії в Греції (2015 рік) | Релігії в Греції (2015 рік) | Релігії в Греції (2015 рік) |
| --------------------------- | --------------------------- | --------------------------- | --------------------------- | --------------------------- |
| Віросповідання:             |                             |                             | Відсоток:                   |                             |
| православні                 | православні                 |                             | 98%                         | 98%                         |
| мусульмани                  | мусульмани                  |                             | 1.3%                        | 1.3%                        |
| інші                        | інші                        |                             | 0.7%                        | 0.7%                        |

Головні релігії й вірування, які сповідує, і конфесії та церковні організації, до яких відносить себе населення країни: грецьке православ'я (державна релігія) — 98 %, іслам — 1,3 %, інші — 0,7 % (станом на 2015 рік).
Серед усіх релігійних конфесій у Греції домінує Грецька православна церква, а православ'я визнане панівною релігією Конституцією Греції, яка водночас гарантує свободу віросповідання для всіх громадян.
Грецька національна статистична служба не веде офіційну статистику щодо релігійної приналежності громадян, проте за оцінками Державного департаменту, 98 % громадян ідентифікують себе православними. За даними соціологічного дослідження Євростату у 2005 році, 81 % греків відповіли, що вірять в Бога, що є третім показником серед країн-членів ЄС, поступаючись тільки Мальті та Кіпру.

## Освіта
Рівень письменності 2015 року становив 97,7 % дорослого населення (віком від 15 років): 98,5 % — серед чоловіків, 96,9 % — серед жінок.
Державні витрати на освіту становлять 4,1 % ВВП країни, станом на 2005 рік (111-те місце у світі). Середня тривалість освіти становить 17 років, для хлопців — до 17 років, для дівчат — до 17 років (станом на 2013 рік).

## Охорона здоров'я
Забезпеченість лікарняними ліжками в стаціонарах — 4,8 ліжка на 1000 мешканців (станом на 2009 рік). Загальні витрати на охорону здоров'я 2014 року становили 8,1 % ВВП країни (32-ге місце у світі).
Смертність немовлят до 1 року, станом на 2015 рік, становила 4,7 ‰ (178-ме місце у світі); хлопчиків — 5,16 ‰, дівчаток — 4,22 ‰. Рівень материнської смертності 2015 року становив 3 випадків на 100 тис. народжень (183-тє місце у світі).
Греція входить до складу ряду міжнародних організацій: Міжнародного руху (ICRM) і Міжнародної федерації товариств Червоного Хреста і Червоного Півмісяця (IFRCS), Дитячого фонду ООН (UNISEF), Всесвітньої організації охорони здоров'я (WHO).

### Захворювання
Кількість хворих на СНІД невідома, дані про відсоток інфікованого населення в репродуктивному віці 15-49 років відсутні. Дані про кількість смертей від цієї хвороби за 2014 рік відсутні.
Частка дорослого населення з високим індексом маси тіла 2014 року становила 25,1 % (96-те місце у світі).

### Санітарія
Доступ до облаштованих джерел питної води 2015 року мало 100 % населення в містах і 100 % в сільській місцевості; загалом 100 % населення країни. Відсоток забезпеченості населення доступом до облаштованого водовідведення (каналізація, септик): в містах — 99,2 %, в сільській місцевості — 98,1 %, загалом по країні — 99 % (станом на 2015 рік). Споживання прісної води, станом на 2007 рік, дорівнює 9,47 км³ на рік, або 841,4 тонни на одного мешканця на рік: з яких 9 % припадає на побутові, 2 % — на промислові, 89 % — на сільськогосподарські потреби.

## Соціально-економічне положення
Співвідношення осіб, що в економічному плані залежать від інших, до осіб працездатного віку (15—64 роки) загалом становить 56,2 % (станом на 2015 рік): частка дітей — 22,8 %; частка осіб похилого віку — 33,4 %, або 3 потенційно працездатних на 1 пенсіонера. Загалом дані показники характеризують рівень затребуваності державної допомоги в секторах освіти, охорони здоров'я і пенсійного забезпечення, відповідно. За межею бідності 2014 року перебувало 36 % населення країни. Розподіл доходів домогосподарств в країні виглядає таким чином: нижній дециль — 1,7 %, верхній дециль — 26,7 % (станом на 2015 рік).
Станом на 2016 рік, уся країна була електрифікована, усе населення країни мало доступ до електромереж. Рівень проникнення інтернет-технологій високий. Станом на липень 2015 року в країні налічувалось 7,202 млн унікальних інтернет-користувачів (56-те місце у світі), що становило 66,8 % загальної кількості населення країни.

### Трудові ресурси
Загальні трудові ресурси 2015 року становили 4,832 млн осіб (87-ме місце у світі). Зайнятість економічно активного населення у господарстві країни розподіляється таким чином: аграрне, лісове і рибне господарства — 12,6 %; промисловість і будівництво — 15 %; сфера послуг — 72,4 % (станом на 2015 рік). Безробіття 2015 року дорівнювало 25 % працездатного населення, 2014 року — 26,5 % (178-ме місце у світі); серед молоді у віці 15-24 років ця частка становила 52,4 %, серед юнаків — 47,4 %, серед дівчат — 58,1 % (3-тє місце у світі).

## Кримінал

### Наркотики

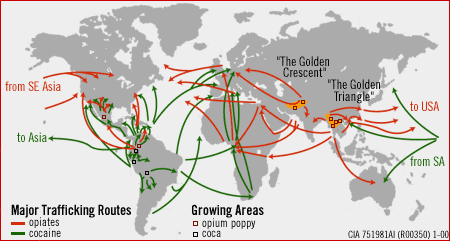
Світові маршрути наркотрафіку

Ворота Європи для канабісу й героїну з Близького Сходу і Південно-Західної Азії; постачальник прекурсорів із заходу на схід; незначний транзит і внутрішнє споживання південноамериканського кокаїну; відмивання грошей отриманих незаконним шляхом організованими кримінальними угрупованнями.

### Торгівля людьми
Згідно зі щорічною доповіддю про торгівлю людьми (англ. Trafficking in Persons Report) Управління з моніторингу та боротьби з торгівлею людьми Державного департаменту США, уряд Греції докладає значних зусиль в боротьбі з явищем примусової праці, сексуальної експлуатації, незаконною торгівлею внутрішніми органами, але законодавство відповідає мінімальним вимогам американського закону 2000 року щодо захисту жертв (англ. Trafficking Victims Protection Act’s) не в повній мірі, країна знаходиться у списку другого рівня.

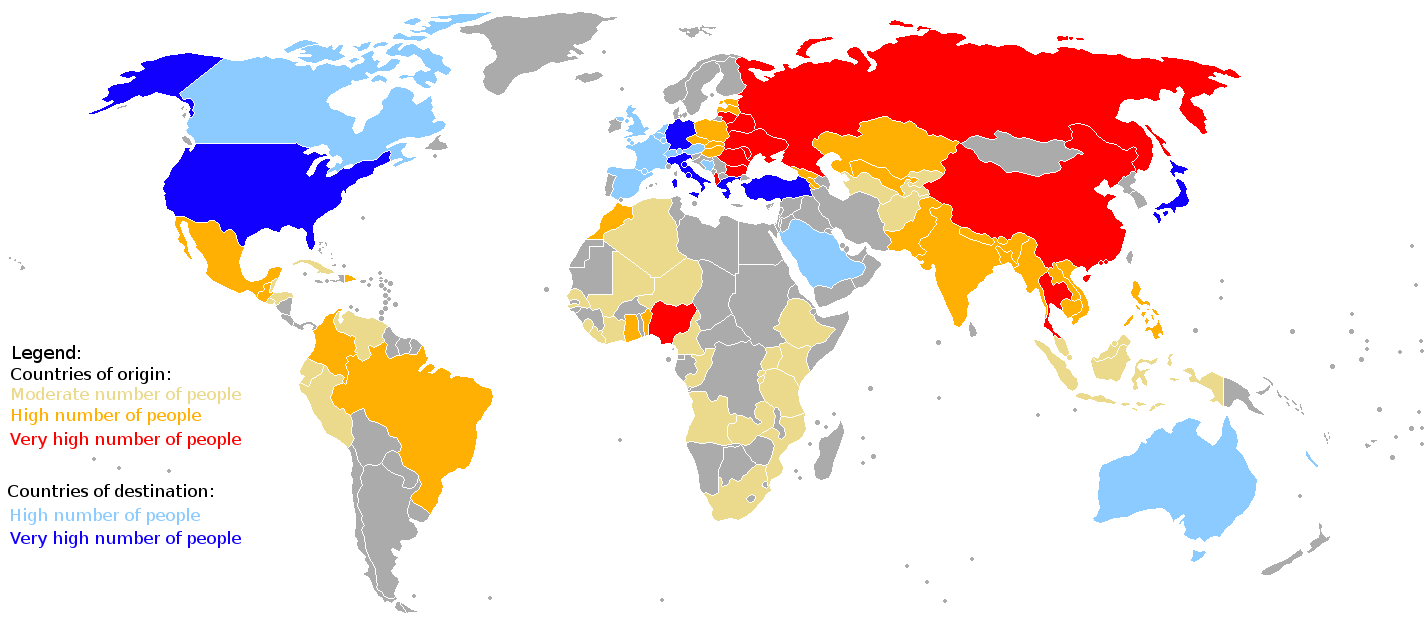
Країни-донори (червоний) і країни-реципієнти кримінальних потоків  (англ.)
Глобальна боротьба з торгівлею людьми (англ.)

## Гендерний стан
Статеве співвідношення (оцінка 2015 року):
- при народженні — 1,06 особи чоловічої статі на 1 особу жіночої;
- у віці до 14 років — 1,06 особи чоловічої статі на 1 особу жіночої;
- у віці 15-24 років — 1,04 особи чоловічої статі на 1 особу жіночої;
- у віці 25-54 років — 0,99 особи чоловічої статі на 1 особу жіночої;
- у віці 55-64 років — 0,96 особи чоловічої статі на 1 особу жіночої;
- у віці старше за 64 роки — 0,78 особи чоловічої статі на 1 особу жіночої;
- загалом — 0,96 особи чоловічої статі на 1 особу жіночої[1].

## Демографічні дослідження
Демографічні дослідження в країні ведуться рядом державних і наукових установ:

### Переписи
Останні переписи населення у Греції відбулися 2001 і 2011 року.

### Українською
- Атлас. 10-11 клас. Економічна і соціальна географія світу / упорядники :  О. Я. Скуратович, Н. І. Чанцева. — К. : ДНВП «Картографія», 2010. — ISBN 978-966-475-639-3.
- Атлас світу / голов. ред. І. С. Руденко ; зав. ред. В. В. Радченко ; відп. ред. О. В. Вакуленко. — К. : ДНВП «Картографія», 2005. — 336 с. — ISBN 9666315467.
- Безуглий В. В. Економічна і соціальна географія зарубіжних країн : Навчальний посібник. — К. : ВЦ «Академія», 2007. — 704 с. — ISBN 978-966-580-239-6.
- Безуглий В. В., Козинець С. В. Регіональна економічна і соціальна географія світу : Навчальний посібник. — видання 2-ге, доп., перероб. — К. : ВЦ «Академія», 2007. — 688 с. — ISBN 966-580-144-9.
- Гудзеляк І. І. Географія населення: Навчальний посібник / І. Гудзеляк. — Л. : Видавничий центр ЛНУ імені Івана Франка, 2008. — 232 с. — ISBN 978-966-613-599-8.
- Дахно І. І. Країни світу: Енциклопедичний довідник / І. І. Дахно, С. М. Тимофієв. — К. : Мапа, 2011. — 606 с. — (Бібліотека нового українця) — ISBN 978-966-8804-23-6.
- Дахно І. І. Економічна географія зарубіжних країн : навчальний посібник. — К. : Центр учбової літератури, 2014. — 319 с. — ISBN 978-611-01-0682-5.
- Джаман В. О. Регіональні системи розселення: демографічні аспекти. — Чернівці : Рута, 2003. — 392 с. — ISBN 9665685988.
- Дорошенко Л. С. Демографія: Навчальний посібник. — К. : МАУП, 2005. — 112 с. — ISBN 966-608-442-2.
- Дубович І. А. Країнознавчий словник-довідник. — 5-те вид., перероб. і доп. — К. : Знання, 2008. — 839 с. — ISBN 978-966-346-330-8.
- Економічна і соціальна географія країн світу. Навчальний посібник / За ред. Кузика С. П. — Л. : Світ, 2002. — 672 с. — ISBN 966-603-178-7.
- Загальна медична географія світу / В. О. Шевченко [та ін.] — К. : [б.в.], 1998. — 178 с.
- Крисаченко В. С. Динаміка населення: Популяційні, етнічні та глобальні виміри. — К. : Видавництво Національного інституту стратегічних досліджень, 2005. — 368 с. — ISBN 966-554-083-1.
- Любіцева О. О., Мезенцев К. В., Павлов С. В. Географія релігій. — К. : АртЕК, 1999. — 504 с. — ISBN 966-505-006-0.
- Масляк П. О. Країнознавство. — К. : Знання, 2007. — 292 с. — (Вища освіта XXI століття)
- Масляк П. О., Дахно І. І. Економічна і соціальна географія світу / П. О. Масляк, І. І. Дахно ; за ред. П. О. Масляка. — К. : Вежа, 2003. — 280 с. — ISBN 966-7091-53-8.

### Російською
- (рос.) Греция // Демографический энциклопедический словарь / главн. ред. Валентей Д. И. — М. : Советская энциклопедия, 1985. — 608 с.
- (рос.) Греция // Страны и народы. Зарубежная Европа. Южная Европа / Редкол. : В. П. Максаковский, С. А. Токарев (отв. ред.) и др. — М. : «Мысль», 1983. — 285 с. — (Страны и народы) — 180 тис. прим.
- (рос.) Атлас народов мира / Отв. ред. С. И. Брук и В. С. Апенченко. — М. : ГУГК ГГК СССР и Институт этнографии им. Н. Н. Миклухо-Маклая АН СССР, 1964. — 185 с. — 20 тис. прим.
- (рос.) Численность и расселение народов мира. Этнографические очерки / под ред. С. И. Брука. — М. : Издательство АН СССР, 1962. — 487 с.
- (рос.) Лаппо Г. М. География городов: Учебное пособие для географических факультетов вузов. — М. : Туманит, изд. центр ВЛАДОС, 1997. — 476 с. — ISBN 5-691-00047-0.
- (рос.) Урланис Б. Ц. Рост населения в Европе (опыт исчисления). — М. : ОГИЗ-Госполитиздат, 1941. — 436 с.
- (рос.) Ягельский А. География населения. — М. : Прогресс, 1980. — 383 с.